# Африканское демократическое объединение
Африканское демократическое объединение (АДО, РДА, фр. Rassemblement Democratique Africain, RDA, более точно — Африканское демократическое собрание) — возникшая в 1946 году африканская межтерриториальная политическая партия, объединявшая африканских политиков в колониях Франции, входивших в состав Французской Западной Африки (исключая арабоязычные колонии) и Французской Экваториальной Африки. Выступала за расширение прав африканского населения, за расширение автономии или предоставление независимости колониям. По мере образования независимых государств фактически прекратило своё существование в начале 1960-х годов. Ряд африканских партий до сих пор провозглашают себя наследниками АДО.

## Основание партии
После окончания Второй мировой войны представители африканского населения колоний Франции получили возможность быть избранными в парламент метрополии. Однако там они были вынуждены присоединяться к фракциям традиционных французских партий, что затрудняло их борьбу за интересы своих избирателей в Африке. Некоторые из африканских парламентариев пришли к выводу, что необходимо создание своей партии.
18 сентября 1946 года был распространен манифест, подписанный Феликсом Уфуэ-Буаньи, Габриэлем д’Арбусье, Фили Дабо Сиссоко и Ламином Геем, в котором выражалась уверенность, что «африканцы получат возможность свободного развития» и содержался призыв к участию в Конгрессе африканских представителей в октябре 1946 года в Бамако.
Воззвание было распространено на всех территориях ФЗА и ФЭА, что вызвало беспокойство министра по делам заморских территорий Франции Мариуса Мутье. Он решил взять ситуацию под контроль: с одной стороны колониальные власти стали мешать приезду в Бамако делегатов съезда, с другой министр сделал ставку на то, что власть в новой организации получит Фили Дабо Сиссоко, которому он доверял, а не близкий тогда к коммунистам Феликс Уфуэ-Буаньи. Он поручил Сиссоко организовать саботаж съезда и даже предоставил ему свой самолёт для перелёта в Бамако 16 октября. Однако французские коммунисты в свою очередь зафрахтовали самолёт и для Уфуэ-Буаньи, который вовремя успел попасть в столицу Французского Судана. Он появился в Бамако в тот момент, когда Фили Сиссоко с борта грузовика убеждал делегатов в том, что Уфуэ-Буанье — марионетка в руках коммунистов, и перехватил инициативу. Уфуэ-Буаньи с мегафоном в руке разрушил все аргументы Фили Сиссоко и добился согласия на проведение съезда. Фили Сиссоко перешёл на его сторону и даже согласился председательствовать на первом заседании съезда.
18 октября 1946 года в Бамако открылся I съезд Африканского демократического объединения, в котором участвовали сотни представителей из Французской Западной Африки и Французской Экваториальной Африки. Хотя представители Французского Конго не смогли участвовать в работе съезда, их лидер Ж.-Ф. Чикайя был избран вице-председателем партии.

## История Африканского демократического объединения

### В союзе с коммунистами
ДОА провозгласило своей целью освобождение Африки от колониальной зависимости и заявило о «своём союзе с прогрессивными силами всего мира и в частности французского народа». Новая партия поддерживалась Французской коммунистической партией и во многом разделяла её позиции. В изданной в 1948 году в Париже книге «ДОА в антиимпериалистической борьбе» её лидеры писали о союзе с французскими коммунистами, о том, что ДОА является «верным союзником в силу общности интересов трудящихся и эксплуатируемых масс всех территорий Французского Союза». Они отмечали, что «Французская коммунистическая партия была единственной партией, которая никогда не предавала интересы угнетённых масс и народов колоний».
Французская колониальная администрация по-возможности препятствовала деятельности АДО. В октябре 1948 года Габриэль д’Арбусье заявлял, что создание территориальных секций партии было «сопряжено с огромными трудностями» которые «заключались скорее всего в систематической обструкции колониалистов, испуганных могучим потоком, который влёк массы в ДОА».
В 1947 году за АДО в ФЗА и ФЭА голосовали около миллиона избирателей. Оно получило 11 мест в Национальном собрании Франции, 7 мест в Совете Республики и 5 мест в Ассамблее Французского союза. Генеральный секретарь АДО Г. д’Арбусье заявлял, что партия должна быть «неодолимой физической силой объединения всех африканских масс в их борьбе против колониализма и империализма». Депутаты от ДОА объединили свои усилия в Национальном собрании Франции с фракцией коммунистов и способствовали принятию важных решений, касающихся африканских колоний, в частности расширение числа африканских женщин-избирательниц с 1951 года.
К 1948 году в АДО состояли более миллиона африканцев, оно имело секции в 11 французских колониях.

### Разрыв с ФКП
После того, как 4 мая 1947 года председатель Совета министров Франции Поль Рамадье подписал декрет об исключении коммунистов из правительства Франции, власти в колониях развернули борьбу с лидерами и активистами АДО, поддерживавшими ФКП. Массовые аресты сторонников Африканского демократического объединения произвели своеобразную селекцию в его рядах и усилили позиции умеренного председателя АДО Феликса Уфуэ-Буаньи, выходца из племенной знати и предпринимателя.
5 января 1949 года в пригороде Абиджана Трейшевиле открылся II съезд АДО, делегатов которого приветствовал от имени ФКП Вальдек Роше. Министр по делам заморских территорий Франции Кост-Флорэ заявил, что АДО — «закамуфлированная коммунистическая организация». В феврале власти провели очередные аресты среди активистов Демократической партии БСК, что вызвало столкновения в городах Дамбокра, Буафле, Сетела и пр. Репрессиями против АДО руководили французские социалисты — верховный комиссар Французской Западной Африки, Поль Леон Бешар, член Руководящего комитета СФИО, и губернатор Французского Берега Слоновой Кости Лоран Пешу, также член СФИО.
В апреле 1950 года председатель АДО Феликс Уфуэ-Буаньи ещё приветствовал от имени АДО съезд французских коммунистов, а 17 октября 1950 года уже заявил с трибуны Национального собрания Франции о том, что Объединение разрывает связи с ФКП.

### Период расколов
Против разрыва с коммунистами резко возражал генеральный секретарь партии Габриэль д’Арбусье, но его сместили с поста. Он покинул Координационный комитет РДА, а затем из партии вышла группировка его сторонников. В 1952 году после выступления против политики Уфуэ-Буаньи его исключили из партии. Новый курс был также осужден рядом секций — Демократическим союзом Сенегала, Демократическим союзом Нигера и Союзом народов Камеруна. В 1955 году они были также исключены из АДО.
Входившие в АДО профсоюзные активисты Всеобщей конфедерации труда Африки не подчинились решению о разрыве контактов с ФКП и продолжали получать поддержку от Всеобщей конфедерации труда Франции.
В 1955 году Уфуэ-Буаньи была начата кампания по исключению из рядов ДОА, лиц ранее активно сотрудничавших с Французской коммунистической партией. В мае 1957 года из Объединения была исключена Конголезская прогрессивная партия, которую заменил Демократический союз защиты африканских интересов (ЮДДИА) аббата Фюльбера Юлу.
В то же время АДО получал всё большую поддержку французской политической элиты. В разные годы в его съездах в качестве приглашённых гостей участвовали такие видные французские политики как Франсуа Миттеран, Эдгар Фор и Пьер Мендес-Франс.
21 марта 1957 года прошли выборы в Территориальные собрания во всех колониях Тропической Африки и на Мадагаскаре. Во Французской Западной Африке из 474 мест в Ассамблее ФЗА АДО получило 241 место, Африканское социальное движение — 62 места, Партия африканского согласия — 52 места. АДО победило в Габоне и Чаде.
В сентябре 1957 года в Бамако после 8-летнего перерыва прошёл III съезд АДО под председательством Уфуэ-Буаньи. На него съехались 244 делегата. Съезд высказывается за идею Франко-африканского сообщества и против создания исполнительных органов, чья компетенция распространялась бы на группы территорий. Однако значительная часть делегатов отстаивает идею создания федераций различных заморских территорий. Политическая резолюция съезда подтверждает «неотъемлемое право народов на независимость», но утверждает курс на создание федерации африканских автономий с федеральным правительством и федеральным парламентом. Лидеры во главе с Уфуэ-Буаньи остаются у власти, однако образуется и радикальное крыло. Активность партии перемещается в секции.
По мере получения секциями АДО политической власти в колониях главными спорными вопросами в партии стали вопрос о сроках предоставления независимости и о федерациях французских колоний как основы для будущих крупных африканских государств. Если руководство АДО во главе с Уфуэ-Буаньи не спешило разрывать отношения с Францией, то, к примеру, Гвинейская секция — Демократическая партия Гвинеи требовала независимости немедленно. На съезде партии руководству АДО не удалось противостоять идеям федераций, объединяющих группы колоний, за которые ещё выступили секции в Гвинее, Французском Судане, Сенегале и пр. Но усилия руководства АДО по реализации принципа «одна колония — одно государство» стали поводом для обвинения партии в том, что она балканизировала Французскую Африку и помешала созданию вместо 11 государств нескольких мощных африканских государств, федераций, объединявших сразу несколько бывших колоний
10 сентября 1958 года было распространено коммюнике Координационного комитета АДО, заседавшего в Париже под председательством Уфуэ-Буаньи. В нём выражалась поддержка решению правительства Франции предоставить колониям статус автономии в рамках Французского Сообщества. Это вызвало резкую критику со стороны Демократической партии Гвинеи, которая добилась независимости для Гвинеи уже через 18 дней, ноябре 1958 года разорвала отношения с АДО, заявив о верности программе 1946 года, и пыталась сделать Конакри новым партийным центром. ДПГ даже сохранила слона — символ АДО — в качестве партийного символа
С 1959 года формальным ядром межгосударственного АДО становится Демократическая партия Берега Слоновой Кости, однако каждая из партий-секций уже по своему решает судьбы своей страны.

## Структура партии
Африканское демократическое объединение как межтерриториальная партия было построено по принципу объединения созданных в каждой из колоний секций. Ими руководил Координационный комитет, возглавляемый председателем. Устав предусматривал автономию секций. Председателем Координационного комитета АДО всё время его существования был Феликс Уфуэ-Буаньи. Пост Генерального секретаря АДО занимали:
- Фили Дабо Сиссоко (БСК) — 1946—1949 года;
- Габриэль д’Арбусье (Французский Судан) — 1949—1950 года;
- Шейх Анта Диоп (Сенегал) — 1950—1953 года[17].

В состав первого Координационного комитета входили Феликс Уфуэ-Буаньи, генеральный секретарь Фили Сиссоко и вице-председатели Жан-Феликс Чикайя (Французское Конго), Мамаду Конате (Французский Судан), Габриэль д’Арбусье (БСК). Главами секций были утверждены: Жозеф Коррея в Сенегале, Модибо Кейта во Французском Судане, Огюст Дени в Береге Слоновой Кости, Мадейра Кейта в Гвинее, Джибо Бакари в Нигере, Шарль Нигнан Накузон в Верхней Вольте, Александр Аданде в Дагомее, Рубен Н’Юбе в Камеруне, Габриэль Лизетт в Чаде и Юбер Лунда в Конго.

Секции Африканского демократического объединения
| Колония Франции Секция АДО                                       | Политическая партия                                                        | Дата основания       | Лидер                              | Правление                                    |
| Берег Слоновой Кости (Секция БСК)                                | Демократическая партия Кот-д’Ивуара — Африканское демократическое собрание | 9 апреля 1946 года   | Феликс Уфуэ-Буаньи                 | правящая с 17 мая 1957 года                  |
| Французская Верхняя Вольта (Вольтийская секция)                  | Вольтийский демократический союз – РДА                                     | 4 сентября 1947 года | Даниэль Кулибали, Морис Ямеого     | правящая с 18 мая 1957 года                  |
| Французская Гвинея (Гвинейская секция)                           | Демократическая партия Гвинеи                                              | 14 мая 1947 года     | Мадейра Кейта , Ахмед Секу Туре    | правящая с 14 мая 1957 года                  |
| Французская Дагомея (Дагомейская секция)                         | Республиканская партия Дагомеи                                             | 1951 год             | Суру Миган Апити                   | правящая 25 мая 1957 года — 22 мая 1959 года |
| Французская подмандатная территория Камерун (Камерунская секция) | Союз народов Камеруна                                                      | 1948 год             | Рубен Ум Ниобе                     | запрещена 13 июля 1955 года                  |
| Французское Конго (Конголезская секция до 1957 года)             | Прогрессивная партия Конго                                                 | 1945 год             | Жан-Феликс Чикайя                  |                                              |
| Французское Конго (Конголезская секция с 1957)                   | Демократический союз защиты африканских интересов                          | 1956 год             | Фюльбер Юлу                        | правящая с 8 декабря 1958 года               |
| Французский Нигер (Нигерская секция)                             | Нигерская прогрессивная партия                                             | май 1946             | Джибо Бакари, Амани Диори          | правящая с 18 декабря 1958 года              |
| Французский Сенегал (Сенегальская секция до 1955 года)           | Сенегальский демократический союз                                          | 21 октября 1946      |                                    |                                              |
| Французский Сенегал (Сенегальская секция с 1955 года)            | Сенегальское народное движение                                             |                      |                                    |                                              |
| Французский Судан (Суданская секция)                             | Суданский союз — АДО                                                       | 22 октября 1946 года | Модибо Кейта                       | правящая с 24 мая 1957 года                  |
| Французский Чад (Чадская секция)                                 | Прогрессивная партия Чада                                                  | 16 февраля 1946 года | Габриэль Лизетт, Франсуа Томбалбай | правящая с 26 июля 1958 года                 |

АДО также осуществляло влияние на французскую подмандатную территорию Того и Французское Сомали (Джибути). Габриэль д’Арбусье определял Африканское демократическое объединение скорее как движение, чем полноценную политическую партию, о чём писал в открытом письме Уфуэ-Буаньи от 24 июля 1952 года и говорил на IV съезде АДО в сентябре 1959 года в Абиджане. Членом партии мог быть любой человек, проживающий на территории Французской Африки. Эмблемой АДО был чёрный африканской слон на белом фоне, официальным цветом на выборах и в пропаганде — белый, с эмблемой в виде слона. Лозунгом АДО был «Мир. Свобода. Справедливость».

## Съезды Африканского демократического объединения
- I съезд — 18 — 21 октября 1946 года, Бамако;
- II съезд — 5 — ? января 1949 года, Трейшевилль, Абиджан;
- III съезд — 25 — 28 сентября 1957 года, Бамако[21];
- IV съезд — сентябрь 1959 года, Абиджан

## После распада
Судьба партий, возникших из секций АДО, была различной. Союз народов Камеруна был запрещён и уничтожен французскими колониальными властями в ходе антипартизанских акций. Конголезская прогрессивная партия Жана-Феликса Чикайя оказалась нежизнеспособной и, обвинённая в сотрудничестве с коммунистами, уже в 1956 году стала играть второстепенную роль в политической жизни страны. Многие другие партии пришли к власти и привели свои страны к независимости. Однако независимость стала для большинства из них испытанием, которого они не выдержали. В августе 1963 года был свергнут режим ЮДДИА в Конго, в ноябре 1963 года после военного переворота была распущена дагомейская секция. К концу 1963 года секции АДО формально существовали в БСК, Нигере, Верхней Вольте, Чаде и Габоне. Суданский союз Мали сохранил приставку «АДО», однако не поддерживал связи с Абиджаном и не участвовал в работе Координационного комитета. Вольтийский демократический союз-АДО лишился власти после военного переворота 3 января 1966 года, Суданский союз-АДО в Мали — после переворота 19 ноября 1968 года, Нигерская прогрессивная партия — после переворота 15 апреля 1974 года, Прогрессивная партия Чада — после переворота 13 апреля 1975 года.
В настоящее время в ряде африканских стран существуют партии, объявляющее себя наследниками АДО или его дочерних партий.